# Echinocereus fendleri
Echinocereus fendleri là một loài thực vật có hoa trong họ Cactaceae. Loài này được (Engelm.) Rümpler mô tả khoa học đầu tiên năm 1885.

## Hình ảnh

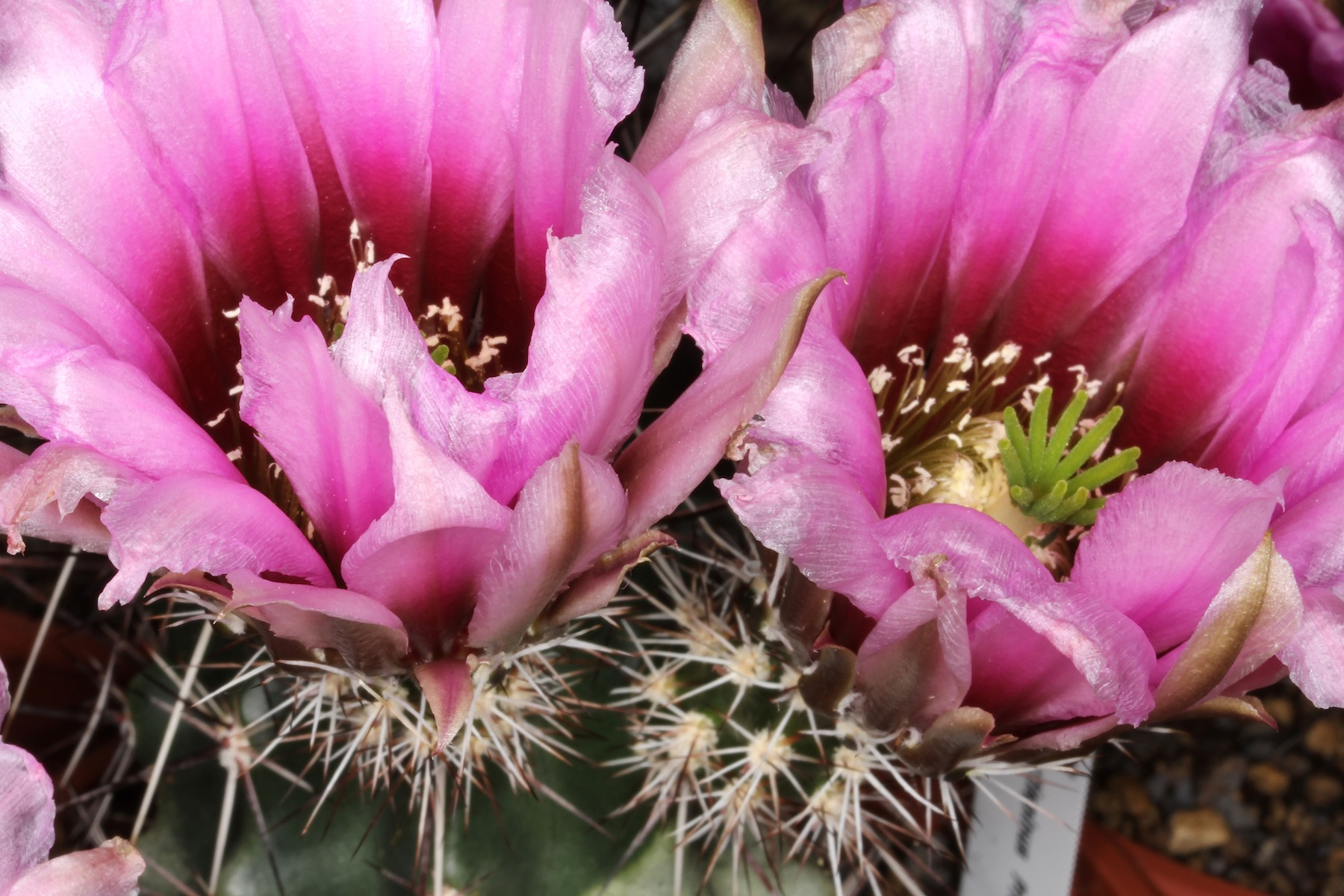
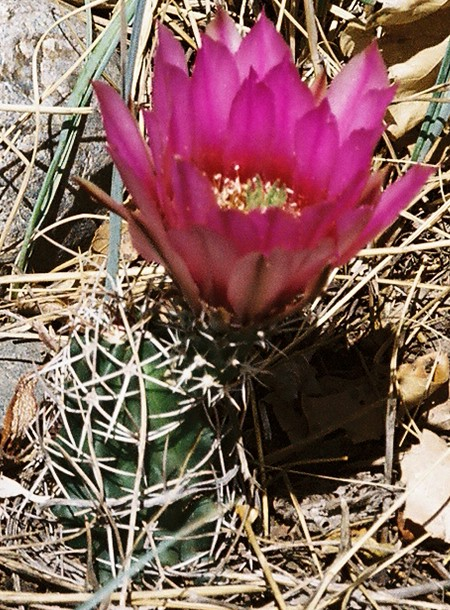
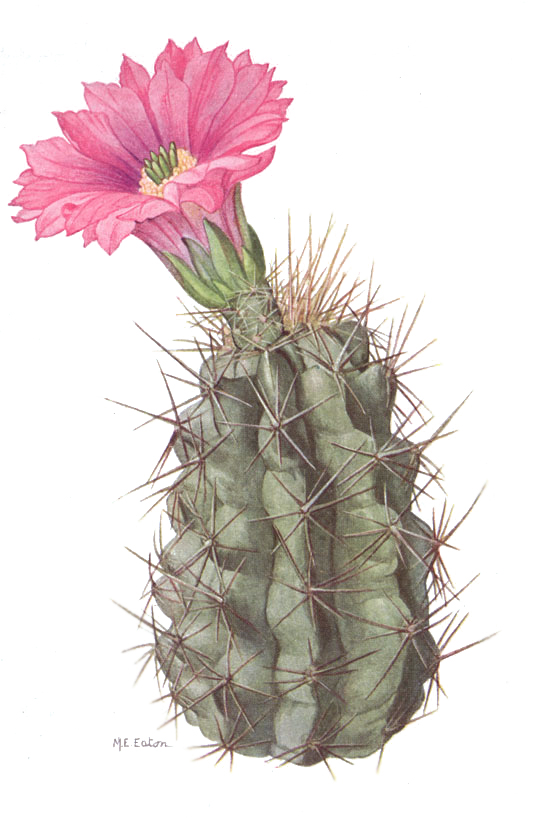

- Tập tin:Echinocereus fendleri WPC.jpg